# 索莫什凯尔

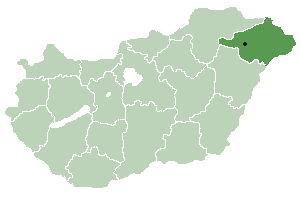

索莫什凯尔（匈牙利語：Szamoskér）是匈牙利索博尔奇-索特马尔-拜赖格州所辖的一个村。总面积9.71平方公里，总人口414，人口密度42.6人/平方公里（2011年1月1日）。